# Última viagem do Karluk

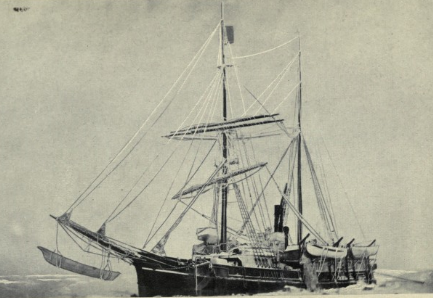
O Karluk, preso no gelo árctico, Agosto de 1913.

A última viagem do Karluk, o navio principal da Expedição Ártica Canadiana (1913-1916), terminou com a perda do navio e com as subsequentes mortes de quase metade da sua tripulação. Na sua viagem de regresso, em Agosto de 1913, o Karluk, um bergantim anteriormente utilizado como baleeiro, ficou encalhado no gelo do Ártico enquanto rumava para um ponto de encontro na ilha Herschel. Após uma grande deriva pelos mares de Beaufort e Chukchi, o navio foi esmagado e afundou-se. Nos meses seguintes, a tripulação e o pessoal da expedição, tiveram que lutar para sobreviver, primeiro no gelo e, mais tarde, na costa da ilha de Wrangel. No total, morreram onze homens antes de receberam ajuda.
A Expedição Ártica Canadiana foi organizada com a supervisão do antropólogo de origem canadiana Vilhjalmur Stefansson, e incluía objectivos científicos e geográficos. Pouco depois de o Karluk ter ficado preso, Stefansson e um pequeno grupo, deixaram o navio para caçarem renas. À medida que o Karluk ia derivando, tornou-se impossível para a equipa de caça regressar. Stefansson, apercebendo-se da situação, dedicou-se aos objectivos da expedição, deixando a tripulação e o restante pessoal a bordo do navio sob o comando do seu capitão, Robert Bartlett. Depois do afundamento do navio, Bartlett organizou uma marcha à ilha de Wrangel, a 130 km de distância. As condições do gelo eram difíceis e perigosas; dois grupos de quatro homens cada perderam-se na tentativa de alcançarem a ilha.
Depois do desembarque dos sobreviventes, Bartlett e um elemento da tripulação inuit, partiram através do gelo para a costa siberiana, à procura de ajuda. Os dois homens chegaram ao Alasca, mas o estado do gelo do mar impediu uma missão de ajuda imediata. Na ilha de Wrangel, o grupo de homens sobreviveu caçando, mas tinham poucos alimentos e havia conflitos internos. Antes de serem resgatados em Setembro de 1914, morreram mais três homens do grupo, dois de doença e um em circunstâncias violentas.
Os historiadores têm perspectivas diferentes da decisão de Stefansson de deixar o navio. Alguns dos sobreviventes da viagem criticaram a sua aparente indiferença às más condições por que estavam a passar, e à perda dos seus companheiros. Stefansson escapou a uma censura oficial, e foi publicamente elogiado pelo seu trabalho na expedição, apesar das reservas por parte do governo canadiano sobre a sua gestão da situação no geral. Embora Bartlett tenha sido criticado por uma comissão do almirantado por ter levado o Karluk até ao gelo, foi recebido como herói pelo público e pelos seus companheiros do navio.

## Expedição Ártica Canadiana

### Antecedentes

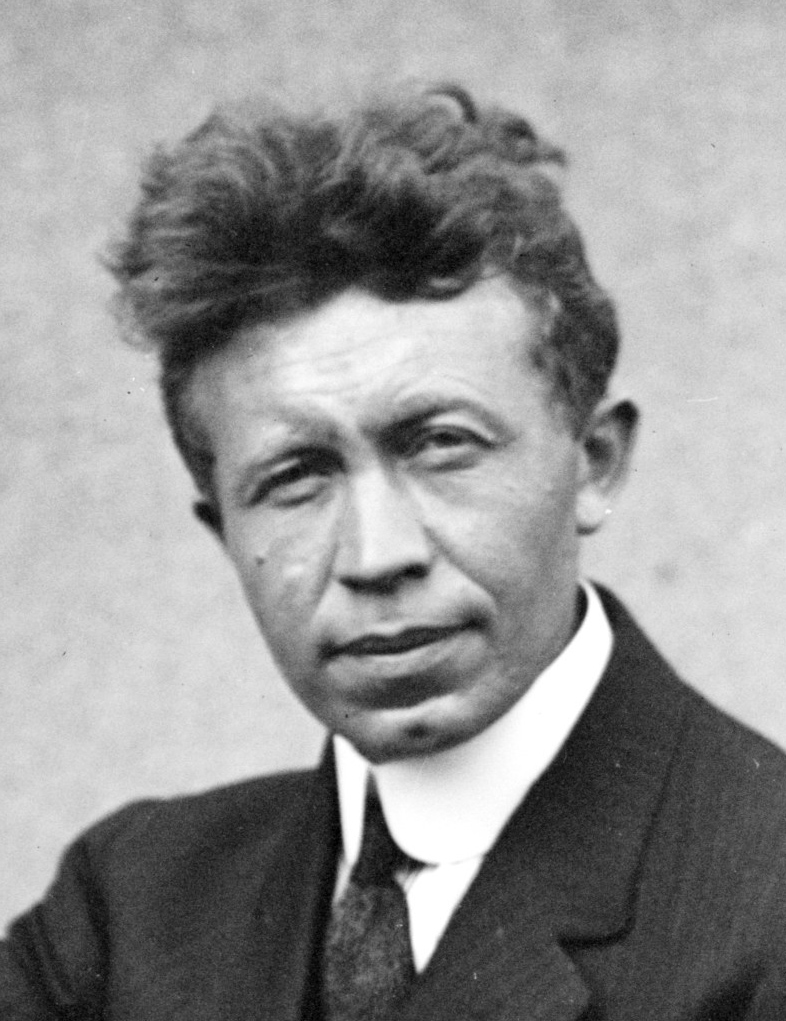
Vilhjalmur Stefansson, líder da Expedição Ártica Canadiana

A Expedição Ártica Canadiana concebida por Vilhjalmur Stefansson, um antropólogo de origem islandesa nascido no Canadá, a viver nos Estados Unidos. Stefansson passou grande parte do período 1906-1912 a estudar a vida dos Inuit na remota região árctica do Canadá. O seu trabalho teve como resultado a primeira informação detalhada sobre a vida e a cultura dos Inuit do cobre, os chamados "esquimós louros". Stefansson regressou a casa com planos para outra expedição, por forma a continuar os seus estudos sobre o Árctico, e obteve promessas de apoio financeiro num total de  US$45 000 (cerca de US$750 000 em 2010) da National Geographic Society (NGS), em Washington, e do American Museum of Natural History, em Nova Iorque. No entanto, ele queria alargar os seus planos por forma a incluir exploração geográfica no mar de Beaufort, então uma região inexplorada nos mapas mundiais. Para estes novos planos, ele precisava de mais dinheiro, e decidiu contactar o governo canadiano.
A região conhecida como "Alto Árctico" era reclamada não só pelo Canadá, mas também pela Noruega e pelos Estados Unidos. O governo canadiano estava preocupado com o facto do financiamento dos EUA lhes poder dar uma base legal para reclamar os direitos sobre qualquer território descoberto no mar de Beaufort Sea. Quando o primeiro-ministro Robert Borden se encontrou com Stefansson em Ottawa, em Fevereiro de 1913, ofereceu-se para assumir a responsabilidade financeira de toda a expedição. O governo canadiano esperava que a expedição fortalecesse as pretensões do Canadá de obter a soberania das ilhas árcticas. Os patrocinadores americanos concordaram em retirar o seu apoio, com base num acordo que estabelecia a NGS podia reclamar para si os direitos da expedição caso Stefansson falhasse a sua partida em Junho de 1913. Esta condição criou um prazo muito apertado e apressou os preparativos para a viagem ao norte, embora Stefansson mantivesse no seu relato de 1921 que "a premeditação terá antecipado todas as eventualidades".

### Estratégia e objectivos
O envolvimento financeiro do governo canadiano, representou uma mudança no foco da expedição, passando este a concentrar-se na exploração geográfica, em vez de nos estudos etnológicos e científicos. Numa carta dirigida ao jornal canadiano Victoria Daily Times, Stefansson informou sobre esta separação de objectivos. O objectivo principal era agora explorar a "área do milhão de quilómetros quadrados, ou perto disso, representada pelas zonas brancas no nosso mapa, situada entre o Alasca e o Pólo Norte". A expedição tencionava ser aquela que iria realizar o maior estudo científico do Árctico jamais feito. Enquanto um Grupo do Norte teria como objectivo descobrir novos territórios, um outro grupo, o do Sul, iria efectuar pesquisas e estudos antropológicos sob a supervisão do zoólogo Rudolph Anderson nas ilhas ao largo da costa norte do Canadá.
O navio do Grupo do Norte, Karluk, devia dirigir-se para norte, a partir da costa canadiana, até encontrar terra ou ser bloqueada pelo gelo. Devia explorar qualquer terra que encontrasse; caso contrário, iria seguir o limite do gelo, em direcção a leste, e tentar passar o Inverno na ilha Banks ou na ilha do Príncipe Patrick. Se o navio ficasse preso no gelo e fosse forçado a ficar à deriva, o grupo deveria estudar o movimento das correntes do Árctico e efectuar pesquisas oceanográficas. Entretanto, o grupo de Rudolph Anderson continuaria com os seus estudos antropológicos dos "esquimós louros"; a recolher amostras da flora e fauna árcticas; a analisar a geologia do território; e a procurar por canais de água na esperança de estabelecer novas rotas de comércio.

### Organização e membros da expedição
O plano de Stefansson estabelecia a utilização de dois navios - o Karluk e o Alaska - até à velha estação de caça de baleias na ilha Herschel, ao largo da costa árctica canadiana, onde se organizaria a composição dos Grupos Norte e Sul, e onde se instalaria o armazém com os equipamentos e as provisões. A pressa de cumprir com os prazos estabelecidos pela NGS preocupou os membros da expedição no que respeita à adequação das quantidades, e da própria qualidade, dos alimentos, vestuário e equipamentos. Stefansson, que esteve quase ausente das agitadas semanas que precederam a partida dos navios, e que pouco revelou sobre os planos à sua equipa, subvalorizou tais preocupações considerando-as como "impertinentes e desleais". Ocorreram algumas discussões entre Stefansson e o grupo de cientistas sobre a cadeia de comando; o Serviço Geológico do Canadá que tinha cedido quatro cientistas à expedição, queria que estes lhes reportassem, em vez de a Stefansson. O líder do Grupo do Sul, Rudolph Anderson, ameaçou demitir-se perante a vontade de Stefansson de reclamar para si todos os direitos de publicação dos diários privados da expedição.

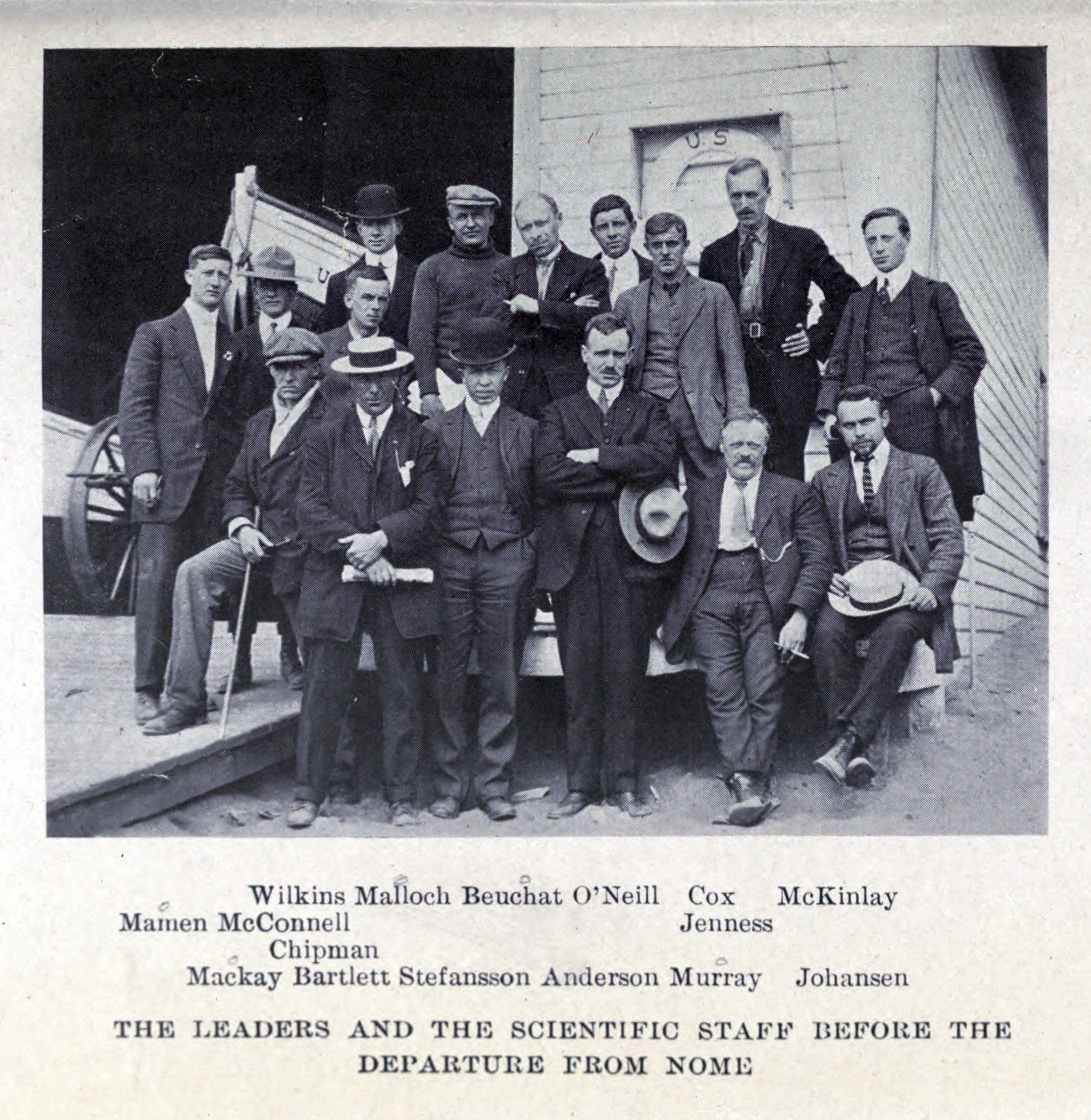
Equipa científica da expedição, com Stefansson e Bartlett. Malloch, Beuchat, McKinlay, Mamen, Mackay e Murray ficaram no Karluk; os outros formavam o Grupo do Sul.

A equipa científica, composta por vários técnicos destacados nas suas áreas, incluíam representantes dos Estados Unidos da América, Dinamarca, Noruega, e França, e também do Reino Unido e seu Império. Apenas dois, contudo, tinham experiência na exploração polar: Alistair Forbes Mackay, o médico da expedição, tinha estado na Antártida na Expedição Nimrod de Sir Ernest Shackleton, em 1907–09, e foi um dos três descobridores da localização do Polo sul magnético. Outro veterano do Nimrod, de 46 anos de idade, James Murray, era o oceanógrafo da expedição. Entre os jovens cientistas, estava William Laird McKinlay (1889–1983), um professor de Ciências de 24 anos de idade, natural de Glasgow, recomendado pelo explorador escocês William Speirs Bruce, e Bjarn Mamen (1893–1914), um campeão de esqui de 20 anos de idade, de Christiania, Noruega, que trabalhava como guarda-florestal, apesar de não possuir experiência científica.
Stefansson queria que o experiente caçador de baleias Christian Theodore Pedersen para capitão do Karluk, o navio do Grupo do Norte. Quando Pedersen recusou, o lugar passou para Robert Bartlett, de 36 anos de idade, natural da Terra Nova, um navegador com muita experiência na região polar, que tinha comando o navio de Robert Peary na expedição polar de 1909. Bartlett não teve tempo para seleccionar a tripulação do Karluk, que foi organizada à pressa com pessoal da Royal Navy Dockyard, de Esquimalt, na Colúmbia Britânica. Mais tarde, McKinlay escreveria sobre a tripulação que "um era drogado...outro tinhas doenças venéreas; e, apesar de haver ordens para que não fossem levadas bebidas alcoólicas para bordo, entraram pelo menos dois caixotes disfarçadamente." McKinlay achava que faltavam as  qualidades e o carácter necessários para os meses que se seguiriam, preocupações partilhadas por Bartlett, cuja primeira medida, à chegada a Esquimault, foi despedir o primeiro-oficial por incompetência. No seu lugar, foi designado Alexander "Sandy" Anderson (1891–1914) de 22 anos de idade.

### Navios
O Karluk foi escolhido por Pedersen e adquirido por Stefansson pela quantia de US$10 000. O Karluk foi construído nos Estados Unidos (Bartlett refere que foi no Oregon, enquanto os registos mostram Benicia, na Califórnia). O navio foi trazido por Stefansson, quando o governo canadiano assumiu a responsabilidade pela expedição. Foram várias as designações para o navio: HMCS (His Majesty's Canadian Ship), DGS (Dominion Government Ship), e CGS (Canadian Government Ship). HMCS é a designação dada aos navios do Canadá; embora o Karluk navegasse sob o comando de um capitão que não era da marinha, e com uma tripulação igualmente fora da marinha, o navio utilizou a Bandeira Azul Canadiana, a bandeira da Marinha Real Canadiana. Stefansson foi aconselhado por Pedersen que, dos quatro navios disponíveis, o Karluk era "de longe o melhor  e o mais adequado para o nosso objectivo", mas Bartlett tinha grandes reservas sobre a sua capacidade para um prolongado serviço no Árctico. O navio, de 29 anos de idade, era um bergantim, com 39 metros de comprimento e uma boca de sete metros. Foi construído para a indústria pesqueira das ilhas Aleutas  (karluk quer dizer "peixe" em aleúte) e mais tarde convertido para a caça a baleia, quando a sua estrutura foi coberta com uma camada de 51 mm de madeira-de-ferro australiana. Apesar de 14 viagens ao Árctico, incluindo seis estadias durante o Inverno, , o navio não tinha sido construído para suportar a pressão do gelo, e faltava-lhe um motor para forçar a passagem através do gelo. A escritora e jornalista Jennifer Niven, no seu relato da expedição, descreve o Karluk como "muito longe do navio do gelo árctico de que os homens estavam à espera".
O navio passou os meses de Abril e Maio de 1913 em reparação e adaptação na doca de Esquimalt. Quando Bartlett chegou, no início de Junho, ordenou de imediato mais trabalhos de reparação. Para além do Karluk, Stefansson tinha comprado, sem sequer ter visto, uma pequena escuna movida a gasolina, a Alaska, para servir de navio de abastecimentos para o grande Grupo Sul. Mais tarde, juntou uma segunda escuna, Mary Sachs, quando o espaço disponível no Alaska se demonstrou insuficiente. Na confusão à volta da partida da expedição, McKinlay refere que não foi feita qualquer tentativa de adequar cada homem e cada equipamento ao respectivo navio. Deste modo, os antropólogos Henri Beuchat e Diamond Jenness, ambos seleccionados para o Grupo do Sul, embarcaram no Karluk, enquanto o seu equipamento se encontrava a bordo do Alaska. O próprio McKinlay, a bordo do Karluk como responsável pelas observações magnéticas, veio a descobrir que os seus equipamentos estavam no Alaska. Stefansson insitiu que tudo seria reorganizado quando os navios chegassem à ilha Herschel. "Deus nos livre se não conseguirmos chegar à ilha Herschel", escreveu McKinlay.

### Em direcção à ilha Herschel

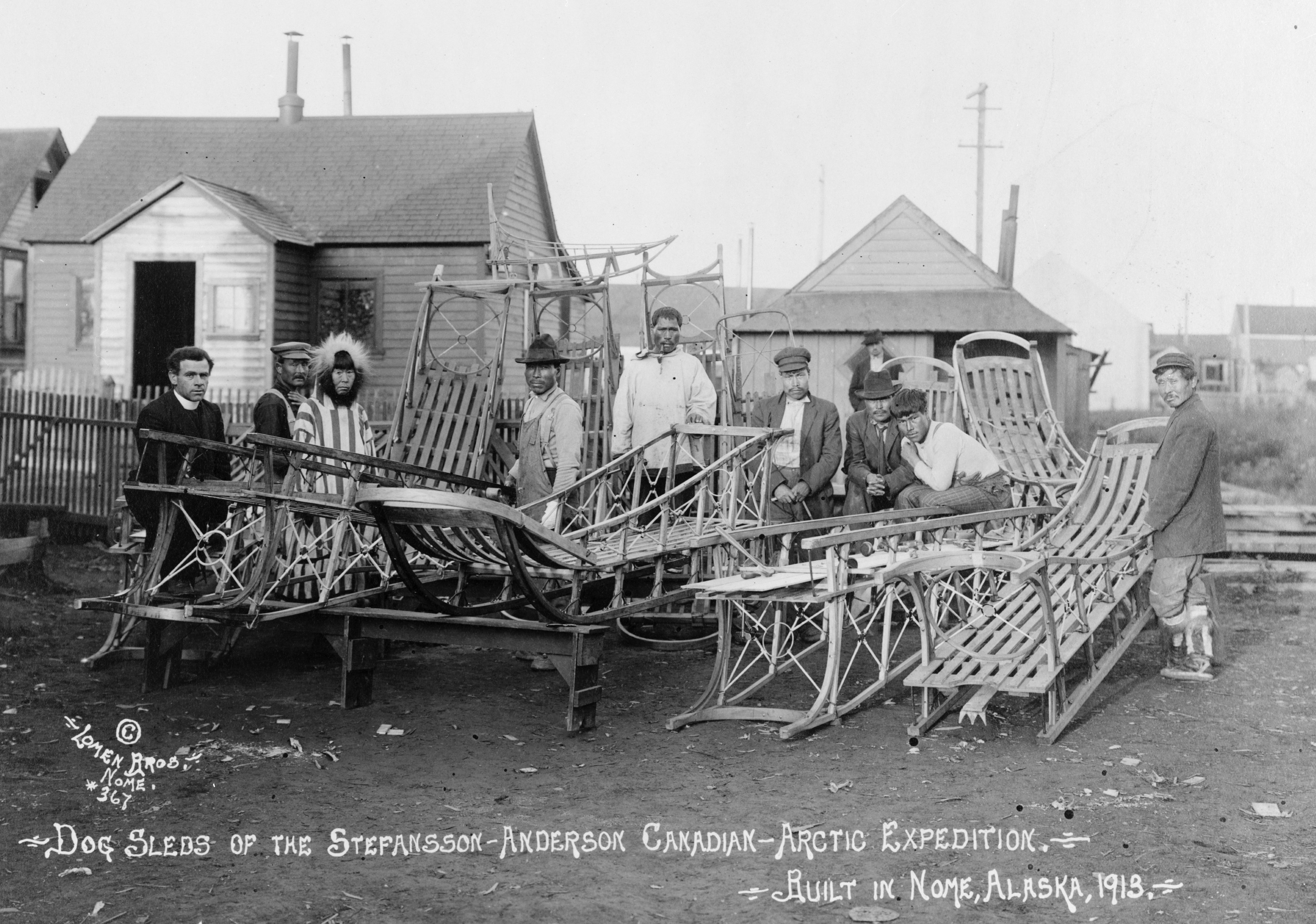
Trenós preparados para expedição, Nome, 1913

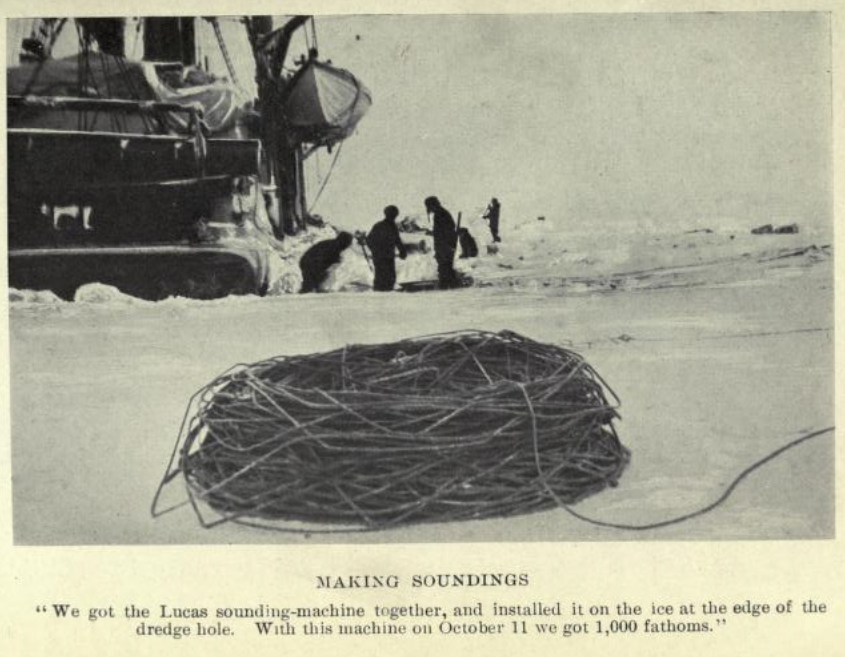
Membros da equipa científica do Karluk a realizar testes de profundidade durante a deriva no gelo, Agosto 1913.

O Karluk deixou Esquimalt a 17 de Junho de 1913, rumando para norte em direcção ao Alasca. O primeiro destino era Nome, na costa do mar de Bering. Logo desde o início, surgiram os primeiros problemas com o leme e com os motores, ambos a necessitarem  de catenção permente. A 2 de Julho, o Karluk chegou ao mar de Bering no meio de um nevoeiro e de temperaturas a cairem muito depressa; seis dias depois, chegou a Nome onde se juntou ao Alaska e ao Mary Sachs. Enquanto os navios estavam a ser carregados em Nome, alguns dos cientistas forçaram uma reunião com o líder da expedição para clarificar os planos, em particular os referentes ao Grupo do Norte, que eram muito vagos; no entanto, a reunião não teve os resultados esperados. A atitude de Stefansson ofendeu vários dos homens, chegando alguns a ameaçar deixar a expedição. Eles leram algumas notícias em que Stefansson terá dito que esperava que o Karluk fosse esmagado, e que as vidas do pessoal a bordo eram secundárias em relação ao trabalho científico. Stefansson não explicou estas palavras, nem deu mais detalhes dos seus planos sobre o Grupo do Norte. Apesar do mau ambiente, nenhum dos cientistas se demitiu.
Em Port Clarence, a norte de Nome, entraram para bordo 28 cães, antes de o Karluk rumar para norte a 27 de Julho. No dia seguinte, atravessaram o Círculo Antárctico, e quase de imediato as condições meteorológicas pioraram significativamente, resultando em cabinas inundadas com água e mau estar devido à forte ondulação. No entanto, McKinlay observou que "sejam eles qual fossem os defeitos que tinha, o Karluk estava a provar ser um grande navio." A 31 de Julho chegaram a Point Hope, onde dois caçadores Inuit, conhecidos como "Jerry" e "Jimmy", se juntaram à expedição. A 1 de Agosto, avistaram o banco de gelo permanente; Bartlett fez várias tentativas para quebrar o gelo, mas sem sucesso. No dia 2 de Agosto, a cerca de 40 km de Point Barrow, o Karluk conseguiu entrar no gelo, mas depressa ficou preso, entrando em deriva para leste durante três dias antes de chegar a mar aberto, ao largo de Cabo Smythe. Entretanto, Stefansson tinha desembarcado para realizar uma marcha sobre o gelo até Point Barrow. Juntou-se ao navio no dia 6 de Agosto, em Cabo Smythe, levando Jack Hadley, um caçador veterano que pediu para o levarem para leste. Hadley, conhecido de Stefansson há muitos anos, entrou para a tripulação como carpinteiro.
Em Cabo Smythe entraram mais dois caçadores inuit - Keraluk e Kataktovik - para a expedição, juntamente com a família de Keraluk — a sua mulher Keruk e as suas filhas mais novas, Helen e Mugpi. À medida que a viagem ia avançando, Bartlett mostrava-se mais preocupado sobre a extensão da camada de gelo na região, e notou que as peças de bronze da proa do navio estavam danificadas. Nos dias seguintes, o Karluk teve dificuldade em seguir o seu caminho à medida que Bartlett levava para norte, para longe da costa. seguindo canais de água. As únicas tarefas científicas que podiam ser realizadas neste período eram operações de recolhimento de espécimens do fundo do mar, efectuadas por Murray, e medições de profundidade. A 13 de Agosto, Bartlett calculou a posição do navio 378 km a leste de Point Barrow, uma distância idêntica em direcção à ilha Herschel. Contudo, esta foi a última posição mais a leste, pois ficaram presos no gelo, e começaram a deriva para oeste; a 10 de Setembro, o Karluk tinha recuado 160 km para Point Barrow. Pouco depois, Stefansson informou Bartlett de que toda a esperança que tinham de progredir naquele ano, tinha terminado, e que o Karluk teria que passar o Inverno no gelo.

## No gelo

### À deriva para oeste
A 19 de Setembro, com o Karluk imobilizado, Stefansson anunciou que, dada a falta de carne fresca, e a possibilidade de de o navio ficar muito tempo preso no gelo, ele, e um pequeno grupo de homens, iriam à caça de caribus, e outros animais, na zona do rio Colville. O grupo incluia os dois inuit, "Jimmy" e "Jerry", o secretário da expedição, Burt McConnell, o fotógrafo, George Wilkins e o antropólogo, Diamond Jenness. Stefansson previa que o tempo que estariam à caça seria de dez dias; Bartlett recebeu ordens, por carta, para que, se o navio se movesse da sua posição actual, ele deveria "enviar um grupo por terra para instalar marcos com a posição do navio." No dia seguinte, os seis homens partiram. A 23 de Setembro, depois de uma tempestade de neve, o gelo do mar onde o Karluk estava bloqueado, começou a mover-se, e o navio passou a uma progressão de 97 km por dia para oeste, para longe da ilha Herschel e do resto do grupo de caça. Ficou claro que o grupo de Stefansson não iria conseguir encontrar o caminho de volta para o navio.
Em correspondência posterior e em um diário não publicado, McKinlay sugere que a partida de Stefansson tinha em conta abandonar o navio ao seu destino. O historiador da expedição, S.E. Jenness (filho de Diamond Jenness), não concorda com esta teoria, salientando que Stefansson, e o grupo que com ele partiu para caçar, deixaram bens e equipamentos de valor a bordo do Karluk; um dos possíveis motivos para a marcha, refere Jenness, era treinar o pessoal mais novo. O antropólogo Gísli Pálsson acha que, embora a fúria de Bartlett e da tripulação é compreensível, não nenhuma evidência de que Stefansson terá abandonado os seus homens de forma pensada. É discutível, diz Pálsson, que Stefansson tenha agido de forma responsável, numa tentativa de assegurar um abastecimento de carne fresca, para combater o escorbuto, no caso de o Karluk ficar preso no gelo por muito tempo. O historiador Richard Diubaldo escreveu: "Os indícios sugerem que aquela era uma viagem ee caça como outra qualquer" e "...existem sinais bastante fortes de que ele [Stefansson] tinha desejado não sair [do navio]".

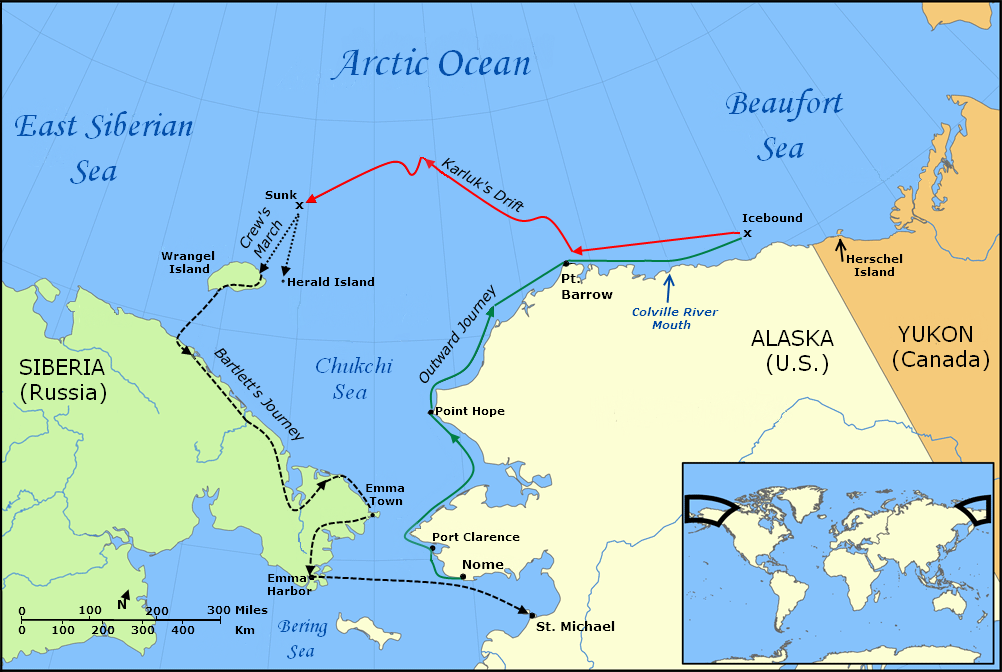
Mapa com a viagem do Karluk desde Nome; as suas derivas; e a viagem de salvamento de Bartlett:
Viagem do Karluk em direcção à ilha Herschel, Julho–Agosto de 1913
Deriva do Karluk, Agosto de 1913 – Janeiro de 1914 As linhas tracejadas indicam a marcha da tripulação, e a viagem de resgate de Bartlett, Fevereiro–Maio de 1914

O nevar constante e o forte e denso nevoeiro, dificultavam os cálculo de Bartlett da posição do Karluk, embora, durante uma pequena aberta nas condições atmosféricas, a 30 de Setembro, avistaram terra a qual pensaram ser a ilha Cooper, na proximidade de Point Barrow, onde tinham estado no início de Agosto. A 3 de Outubro, o nervosismo da tripulação e do pessoal de bordo aumentou quando, a apenas oito quilómetros de Point Barrow, a direcção da deriva mudou para norte, para longe de terra. Havia algum receio entre alguns membros do navio de que o Karluk iria passar pela mesma experiência do Jeannette, um navio americano que, 30 anos antes, tinha ficado à deriva durante meses no Árctico, antes de se afundar, com a perda da maior parte da sua tripulação. Bartlett tomou consciência de que Murray e McKay, os dois veteranos da Expedição Nimrod de Shackleton, estavam abertamente contra a liderança do capitão; faziam planos para deixar o navio e dirigir-se para terra por sua própria iniciativa.
À medida que as condições do tempo iam piorando, Bartlett deu ordem para fazer desembarcar os equipamentos e os mantimentos para o geo, tanto para aligeirar o navio, como por precaução não fosse necessário abandonar o navio à pressa. As reservas alimentares foram acrescidas por caça de focas - duas ou três peças por dia, era a média de animais caçados, de acordo com McKinlay — e por um urso polar que se tinha aproximado do navio em meados de Novembro. A 15 de Novembro, o Karluk chegou à latitude 73°N, o ponto mais a norte da sua deriva, virando depois para sudoeste, em direcção à costa siberiana. Em meados de Dezembro, a posição estimada era 230 km da ilha Wrangel. Apesar da perspectiva sombria — Bartlett achava que o Karluk não resistiria ao Inverno —, esforçaram-se por celebrar o Natal, com decorações, prendas, actividades desportivas no gelo e um banquete. Nessa altura, estavam a 80 km a norte da ilha Herald, situada a leste da ilha Wrangel; no dia 29 de Dezembro, avistaram terra no horizonte, embora não soubessem se se tratava da ilha Herald ou da Wrangel. Este episódio levantou o moral do pessoal de bordo, mas, no Dia de Ano Novo, o gelo começou a partir-se e a formar agulhas. Nos dias seguintes, escreveu McKinlay, "os sons vibrantes, sinistros e ameaçadores do gelo, tornaram-se mais altos e pertos."

### Afundamento
No início da manhã do dia 10 de Janeiro de 1914, McKinlay registou "um forte estremecimento sacudiu todo o navio" à medida que o gelo envolvia o casco. Bartlett, na esperança de salvar o navio, deu ordens para retirar a neve que se acumulava no convés do Karluk. Instruiu, também, que todos a bordo tivessem as suas roupas quentes preparadas. Às 18h45, ouviu-se um forte estrondo - o casco tinha-se partido. De imediato, Bartlett dirigiu-se para a casa das máquinas onde viu a água a entrar por um longo corte de três metros de comprimento. As bombas para retirar a água não conseguiam lidar com o volume de água que entrava, e o capitão deu ordem para abandonar o navio. As condições atmosféricas, diz McKinlay, não podiam ser piores, mas toda a tripulação trabalhou a noite inteira, em plena escuridão e queda de neve, para retirarem tudo o que pudessem para fora do navio. Bartlett permaneceu a bordo até ao fim, acompanhado de um leitor de discos Victrola. Às 15h15 de 11 de Janeiro, Bartlett pôs a tocar a marcha fúnebre de Chopin para marcar os últimos momentos do navio, e saiu do Karluk; o navio afundou-se pouco depois. McKinlay registou as pessoas e os animais em terra: vinte e dois homens, uma mulher, duas crianças, dezasseis cães e um gato.

### Acampamento improvisado
A decisão de Bartlett de desembarcar todos os aprovisionamentos a bordo do navio para o gelo, permitiu estabelecer um acampamento, designado por "Shipwreck Camp" (Acampamento Naufrágio), ma altura em que o Karluk se afundou. Foram construidos dois abrigos; um iglu com um telhado em lona; e outro construído com madeiras dos caixotes. A este último, foi acrescentada uma cozinha com um grande fogão resgatado da casa das máquinas do Karluk. Foi, também, improvisado um pequeno abrigo para os cinco inuit, e uma barreira feita com sacas de carvão e diversos contentores. Nas palavras de McKinlay, o acampamento fornecia "boas e confortáveis habitações nas quais nos podíamos abrigar por muito tempo." O aprovisionamento estava bastante recheado, e o grupo alimentava-se bem. Muito do tempo no passado no acampamento era ocupado com a preparação e manutenção das roupas e do equipamento para dormir, para se prepararem para a viagem até à ilha Wrangel. A deriva do gelo estava a levar o acampamento na direcção da ilha, mas ainda não havia luza suficiente para efectuar uma marcha até lá.
No meio desta actividade, Mackay e Murray, juntos com o antropólogo Henri Beuchat, pouca intervenção tinham na vida em geral do acampamento, e expressaram a sua intenção em deixá-lo, assim que possível. Bartlett queria aguardar pelos dias mais longos de Fevereiro antes de tentar uma marcha, mas foi convencido por McKinlay e Mamen a enviar um grupo de prospecção para instalar um acampamento avançado na ilha Wrangel. Um grupo de quatro homens, liderado pelo primeiro-oficial do Karluk, Alexander Anderson, onde se incluíam Charles Barker, John Brady e Edmund Golightly, deixaram o acampamento no dia 21 de Janeiro com instruções de Bartlett para estabelecer o seu acampamento em, ou perto de, Berry Point, na costa norte da ilha Wrangel. A 4 de Fevereiro, Bjarn Mamen, que acompanhava o grupo como observador, regressou ao acampamento-base para informar que tinha deixado o grupo a alguns quilómetros da terra que, de certeza, não se tratava da ilha Wrangel, sendo, muito provavelmente, a ilha Herald, a 61 km do seu destino pretendido. Foi a última vez que se teve notícias do grupo de Anderson; o seu destino foi descoberto dez anos mais tarde, quando encontraram os seus corpos na ilha Herald.

### Marcha para a ilha Wrangel
Bartlett decidiu enviar um grupo para estabelecer o local exacto da ilha ao qual a equipa de Anderson se tinha aproximado, e avaliar se Anderson ali tinha desembarcado na realidade. Mamen feriu-se no joelho e ficou da missão, a qual ficou sob a liderança de Ernest Chafe, com os dois inuits, Kataktovik e Kuraluk. O grupo de Chafe avançou até ficar a três quilómetros da ilha Herald, quando foi impedido de continuar devido por um canal de água. Depois de analisarem o horizonte com a ajuda de uns binóculos, não encontraram qualquer sinal do grupo desaparecido, tendo Chafe concluído que Anderson, e a sua equipa, não tinham chegado à ilha. Chafe, e o seu grupo, regressaram ao acampamento.
Entretanto, a 4 de Fevereiro, Mackay e os seus homens, (Murray, Beuchat e Stanley Morris) informaram que se iriam embora no dia seguinte, à procura de terra. Mackay entregou uma carta a Bartlett, datada de 1 de Fevereiro, que começava assim: "Nós, abaixo assinados, tendo em consideração a situação crítica actual, desejamos realizar uma tentativa de alcançar terra." A carta solicitava abastecimentos e terminava salientando que se trava de uma viagem da sua inteira iniciativa, afastando qualquer responsabilidade a Bartlett. Este entregou-lhes um trenó, uma tenda, seis galões de óleo, uma espingarda e munições, e alimentos para 50 dias.  Partiram no dia 5 de Fevereiro; foram vistos pela última vez alguns dias mais tarde, por Chafe e os inuit, no regresso da viagem malsucedida à ilha Herald. Encontraram o grupo de Mackay em dificuldades para continuar a sua jornada, sem algumas das suas provisões, e depois de terem largado parte das suas roupas e equipamentos para tornar mais leve a carga. Beuchat, em particular, estava mentalmente doente, desorientado e com hipotermia. Contudo, o grupo recusou a ajuda e a insistência de Chafe para regressarem com ele para o acampamento. Depois deste encontro, o único indício do seu destino foi um lenço de marinheiro de Morris, descoberto enterrado numa bloco de gelo. Partiu-se do princípio de que os quatro homens terão perecido esmagados pelo gelo ou numa queda em algum buraco.
O grupo de Bartlett era constituído por oito membros da tripulação do Karluk (ele próprio; os engenheiros John Munro e Robert Williamson; os marinheiros Hugh Williams e Fred Maurer; o fogueiro George Breddy; o cozinheiro cook Robert Templeman; e Chafe), três cientistas (McKinlay, Mamen e o geólogo George Malloch), John Hadley e cinco Inuit (a família de quatro e Kataktovik). Hadley, perto dos 60 anos de idade, , era dos poucos, juntamente com Bartlett e os Inuit, com experiência em longas viagens sobre o gelo. Bartlett enviou os seus homens, em grupos, para estabelecer um percurso e instalar depósitos de abastecimentos, até à ilha Wrangel, preparando, assim, o seu inexperiente grupo para os perigos das viagens sobre o gelo. Quando verificou que o grupo estava preparado para a viagem principal, dividiu-o em quatro equipas e enviou as primeiras duas a 19 de Fevereiro. Bartlett liderou os últimos dois grupos, partindo a 24 de Fevereiro, e deixando uma carta com a localização do grupo, numa caixa de cobre, caso o acampamento deriva-se para alguma zona habitada. A distância até à ilha Wrangel foi estimada em 64 quilómetros, mas a viagem mostrou que era mais de o dobro.
A superfície do gelo apresentava-se bastante quebrada, dificultando a marcha. De início, os grupos percorreram o caminho que tinha sido estabelecido pelas equipas avançadas. No entanto, tempestades recentes tinham destruído grande parte do percurso, e o progresso teve de ser efectuado partindo o gelo; a dada altura, este procedimento chegou mesmo a pôr em causa o acampamento de Bartlett quando a sua equipa dormia. No dia 28 de Fevereiro, as equipas chegaram às primeiras elevações, com cerca de 7 a 33 metros de altura, que lhes bloquearam o progresso. Aquelas estendiam-se para leste e oeste, impossibilitando qualquer percurso para a ilha. McKinlay, Hadley e Chafe foram enviados numa viagem arriscada ao acampamento-base para ir buscar provisões que la tinham ficado, enquanto o restante grupo tentava encontrar um caminho para avançar através das escarpas inclinadas. Quando o grupo de McKinlay regressou, uma semana mais tarde, o grupo da frente tinha avançado apenas cerca de cinco quilómetros, mas tinham transposto a zona mais difícil das escarpas. Hadley descreveu aquelas elevações como as piores que tinha visto em toda a sua vida passada no Árctico. As fases seguintes da viagem foram mais fáceis, com o gelo num estado mais suave para caminhar, e, a 12 de Março, chegaram a terra, uma longa faixa de areia na costa norte da ilha Wrangel.

## Viagem de Bartlett
O plano inicial de Bartlett era de que o grupo devia fazer um breve descanso na ilha Wrangel, e continuar para a costa siberiana. Contudo, por causa dos ferimentos em três homens — Mamen, Malloch e Maurer—, e de outros se encontrarem fracos e com queimaduras pelo gelo, Bartlett decidiu que o grupo principal devia ficar na ilha, enquanto ele ia procurar ajuda apenas com Kataktovik. Os dois homens partiram no dia 18 de Março, com sete cães e provisões para 48 dias (30 dias para os cães), e tomaram uma longa rota à volta da costa sul da ilha para procurar os grupos de Anderson e Mackay. Depois de não encontrarem quaisquer vestígios deles, partiram em direcção à Sibéria, mas o caminho era irregular, com frequentes aberturas no gelo, tornando a viagem lenta. Para dificultar ainda mais, perdiam muito tempo a tirar a neve de cima das suas provisões. À medida que se aproximavam da placa continental, Kataktovik foi ficando mais nervoso; soube que os inuit do Alasca não eram bem-vindos na Sibéria pelos Chukchis, e temia pela sua vida. Bartlett fez os possíveis por convencê-lode que estava em segurança.

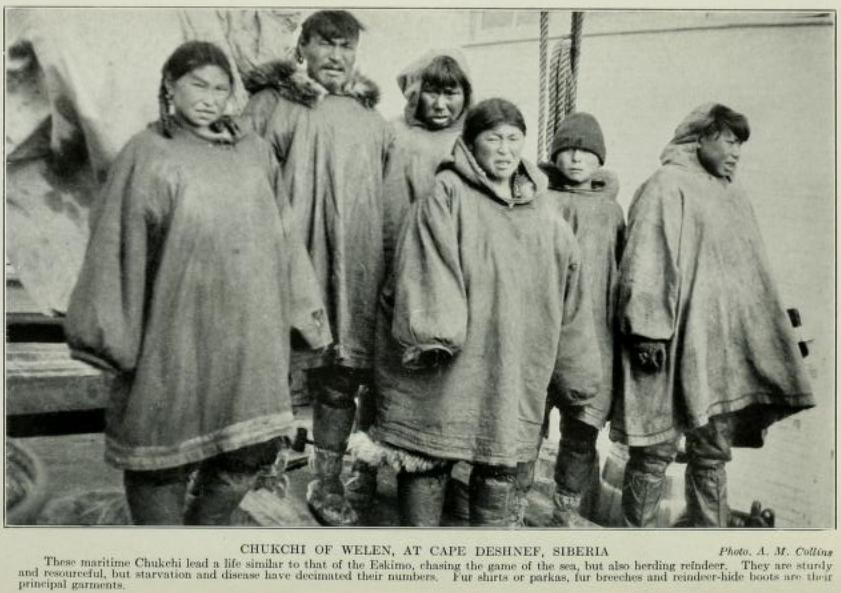
Um grupo de de Chukchi da Sibéria do Norte, fotografados em 1913.

A 4 de Abril, os dois homens chegaram a terra perto do Cabo Jakan, a oeste do Cabo Norte, na costa norte da Sibéria. A presença de marcas dos trenós na neve mostrou-lhes que estavam numa área habitada. Seguiram estas marcas durante um dia, antes de chegarem a uma aldeia Chukchi. Ali, contrariamente aos receios de Kataktovik, foram recebidos de forma hospitaleira, e foram-lhes dados alimentos e abrigo. A 7 de Abril, partiram para o Cabo Leste e para as aldeias da costa de Bering. Bartlett nunca tinha estado em águas tão geladas, com tempestades de neve, ventos com a força de um furacão, e temperaturas regularmente abaixo dos 50 graus negativos. No caminho, passaram por outras aldeias Chukchi, onde Bartlett trocou alguns bens por abastecimentos essenciais — trocou o seu revólver Colt por um jovem e forte cão. Bartlett ficou sensibilizado pelo carinho e generosidade demonstrados por muitos daqueles que encontrou no caminho, "típico do verdadeiro humanismo destas gentis pessoas ".  No dia 24 de Abril, chegaram a Emma Town, uma localidade a poucos quilómetros a oeste do Cabo Leste. Bartlett calculou que, nos 37 dias que levavam de viagem, desde que saíram da ilha Wrangel, os dois homens tinham viajado cerca de 700 milhas (1 100 km), tendo a fase final sido efectuada a pé.
Em Emma Town, Bartlett encontrou-se com o barão Kleist, um distinto oficial russo que se ofereceu para o levar à baía Providência na costa, uma viagem de um semana, onde ele poderia procurar um navio para o Alasca. Bartlett aceitou e, a 10 de Maio, embora fraco da viagem, e com um ataque de tonsilite, despediu-se de Kataktovik (que, por agora, ficava em Emma Town), e partiu com o barão. No caminho, ficaram a saber que o capitão Pedersen se encontrava na zona. No dia 16 de Maio, chegaram a Emma Harbour; cinco dias depois, Pedersen chegou no Herman e, de seguida, Bartlett embarcou e partiu para o Alasca. Chegaram ao largo de Nome no dia 24 de Maio, mas o gelo impediu-os de cheagrem próximo da costa. Depois de três dias de espera, viraram para sul, e desembarcaram em St Michael, onde Bartlett conseguiu, por fim, enviar uma mensagem via rádio para Ottawa a informar o governo do destino do Karluk. Também se informou sobre a localização do Bear, um um navio de fiscalização dos Estados Unidos, que ele via como possível navio de resgate para o seu grupo.

## Na ilha Wrangel

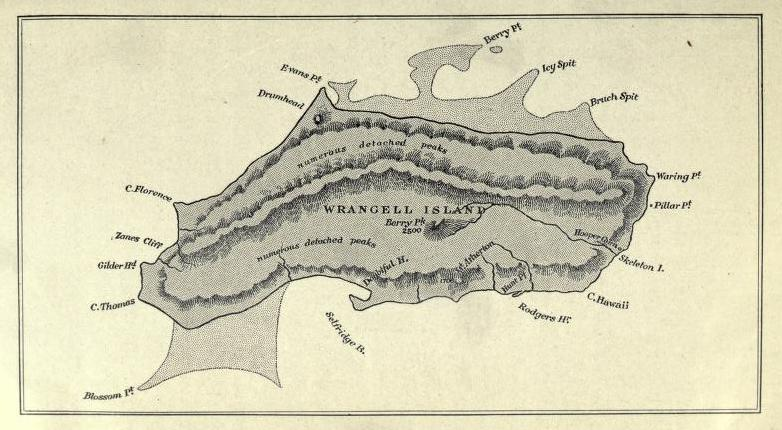
Desenho de um mapa da ilha Wrangel feito por Bjarn Mamen. Os diferentes acampamentos (Icy Spit, Cabo Waring, Rodgers Harbor) estão assinalados.

O desembarque do acampamento-base tinha sido feito no lado norte da ilha Wrangel, num local a que deram o nome de "Icy Spit". Antes de partir, Bartlett pediu ao grupo para instalar vários acampamentos à volta da ilha, para aumentar a área de caça. O capitão também pensou que a organização da sua equipa em pequenos grupos, poderia criar um ambiente de maior harmonia ao separar alguns membros com personalidades incompatíveis.  Ele queria que todos os grupos se encontrassem em Rodgers Harbor, no lado sul da ilha, em meados de Julho.
No entanto, a discórdia teve início imediatamente a seguir à partida de Bartlett, sobre a partilha dos alimentos. Não tinha sido possível trazer todas as provisões desde o acampamento-base, e a marcha tinha demorado mais tempo que o imaginado; assim, o nível de alimentos era reduzido: faltavam biscoitos, pemmican (um composto de carne seca, gordura e açúcar) e comida para os cães. A perspectiva de aumentar as provisões através da caça de aves era pouca, até o tempo melhorar em Maio ou Junho. Quando Hadley e o Inuit, Kuraluk, regressaram de uma caça às focas no gelo, levantou-se uma suspeita de que Hadley estaria a esconder alguma da carne para seu próprio consumo; ambos os homens foram acusados de desperdiçar o óleo de cozinhar. Os registos de McKinlay referem que estas circunstâncias baixavam o moral e destruíam o espírito de camaradagem: "A nossa situação miserável e o nosso desespero, multiplicavam qualquer pequena fraqueza, traços de personalidade e falhas de carácter, por muito."
Foram efectuadas duas tentativas de regressar ao acampamento-base para ir buscar mais alimentos, mas ambas falharam; na segunda, chegou mesmo a perder-se cães e equipamentos. Chafe, cujo pé tinha agora uma gangrena devido a queimaduras pelo frio, viu removidos os dedos dos pés pelo engenheiro-ajudante Williamson, com utensílios improvisados. McKinlay e Munro arriscaram a sua vida ao marcharem sobre o gelo do mar em direcção à ilha Herald, num esforço final para localizar alguma das duas equipas desaparecidas. Só conseguiram chegar a 24 km, e observando pelos binóculos a ilha distante, não avistaram qualquer indício deles.

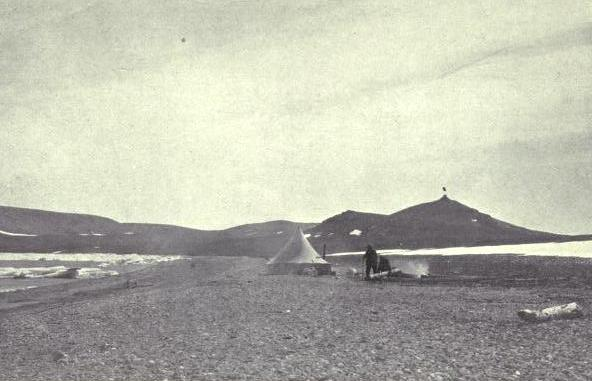
O acampamento em Rodgers Harbor, ilha Wrangel

Entre os restante membros, havia vários problemas de saúde: o pé queimado pelo frio de Malloch teimava em curar-se; o joelho de Mamen, que tinha ficado deslocado enquanto estavam no Shipwreck Camp, continuava a doer-lhe. Entretanto, surgia uma nova doença que afectava vários elementos do grupo: os sintomas gerais eram pernas, tornozelos, e outras partes do corpo, inchados, e letargia aguda.  Malloch era o que estava em pior estado; acabaria por morrer no dia 17 de Maio. O seu corpo, que exalava um "cheiro aterrador a morte", permaneceu na tenda ao lado de Mamen, que também estava bastante doente, por vários dias. O corpo só foi enterrado quando McKinlay chegou para ajudar; Mamen morreria dez dias mais tarde, com a mesma doença.
A partir do início de Junho, a alimentação foi melhorada com o aparecimento de pássaros. Estes animais e os seus ovos, tornaram-se uma fonte essencial de comida; à medida que as provisões de carne de foca iam diminuindo, o grupo só comia barbatanas degradadas, couro ou qualquer parte da foca que fosse comestível. A partilha dos pássaros tornou-se uma fonte de problemas; de acordo com Williamson, "Na passada quarta-feira, [Breddy e Chafe] conseguiram arranjar seis ovos e cinco pássaros, em vez dos dois ovos e quatro pássaros, conforme tinham dito." Breddy era suspeito de outros roubos. A 25 de Junho, depois de se ter escutado um disparo, Breddy foi encontrado morto na tenda. As circunstâncias da sua morte (acidente, suicídio ou assassinato – com Williamson como principal suspeito), não puderam ser determinadas. Mais tarde, Williamson chamaria de "alucinações e mentiras" às suspeitas de Hadley." Vários objectos roubados a McKinlay, foram encontrados entre os bens pessoais de Breddy.
Apesar do panorama sombrio, a bandeira canadiana foi hasteada em Rodgers Harbor a 1 de Julho em honra do Dia do Domínio. Mais tarde, nesse mesmo mês, o moral do grupo melhorou quando Kuraluk caçou uma morsa de 270 kg, que lhes deu carne para vários. À medida que o mês de Agosto ia passando sem sinal de qualquer navio, e do tempo começar a piorar, a esperança de serem salvos caiu; o grupo começou a preparar-se para mais um Inverno.

## Salvamento
O cúter Bear chegou a St Michael, Alasca, em meados de Junho. O seu capitão, Cochran, concordou em ir à ilha Wrangel assim que tivesse permissão do governo dos Estados Unidos. Antes de meados de Julho, seria impossível qualquer tentativa de resgate devido ao estado do gelo no Árctico que, naquele ano, era bastante complicado. Depois de obterem a permissão, o Bear, com Bartlett a bordo, deixou St Michael a 13 de Julho; o navio tinha que efectuar muitas paragens ao longo da costa do Alasca antes de partir para o salvamento. A 5 de Agosto, em Port Hope, Bartlett encontrou-se com Kataktovik, e pagou-lhe o salário da expedição e entregou-lhe um novo conjunto de roupas. Em Point Barrow, a 21 de Agosto, Bartlett encontrou Burt McConnell, antigo secretário de Stefansson, que lhe deu pormenores dos movimentos de Stefansson depois de deixar o Karluk, em Setembro passado. Em Abril de 1914, segundo McConnell, Stefansson tinha-se dirigido para norte com dois companheiros, à procura de novos territórios.
McConnell partiu de Point Barrow para Nome a bordo do King and Winge, um navio de caça de morsas americano, enquanto o Bear finalmente rumava para a ilha Wrangel. A 25 de Agosto, o Bear foi obrigado a parar devido ao gelo, a 32 km da ilha. Depois de tentar passar, Cochran teve que regressar a Nome para se abastecer de carvão — uma decisão que, disse Bartlett, lhe deu muito trabalho. Em Nome, Bartlett encontrou-se com Olaf Swenson que tinha uma comissão com o King and Winge por toda a estação, e estava a postos para partir para a Sibéria. Bartlett solicitou, se possível, que o King and Winge parasse na ilha Wrangel e procurasse pelos membros do Karluk.  O Bear saiu de Nome a 4 de Setembro, poucod dias depois do navio de Swenson. O King and Winge, ainda com McConnell a bordo, chegou àilha em 7 de Setembro. Nessa manhã, o grupo que estava em Rodgers Harbor, foi acordado cedo pelo barulho do apito de um navio, e avistou o King and Winge a cerca de 400 m da costa. Rapidamente, foram transferidos para o navio, e foram recolhendo os restantes membros que se encontravam acampados ao longo da costa do Cabo Waring. À tarde, todos os 14 sobreviventes estavam no navio.
Depois de uma tentativa frustrada de se aproximar da ilha Herald, o navio deu início à viagem de regresso ao Alasca; no dia seguinte, encontrou o Bear, com Bartlett a bordo. McConnell lembrou, mais tarde, que o grupo foi unânime no seu desejo de permanecer no navio que os salvou, mas Bartlett ordenou-lhes que passassem para o Bear. Antes de regressar ao Alasca, o Bear efectuou uma última tentativa de chegar à ilha Herald; o gelo limitou a sua aproximação a 19 km, e não viram sinais de vida. O navio-a-vapor Corwin, contratado para uma tentativa de resgate por Jafet Lindeberg de Nome, e o quebra-gelos russo Vaygach também se aproximaram da ilha Herald, e também não detectaram sinais dos homens desaparecidos. O grupo regressou a Nome no dia 13 de Setembro, sendo bem recebido pela população local.

## Rescaldo
Bartlett, visto como um herói tanto pela imprensa como pelo público, foi homenageado pela sua "extrema bravura " pela Real Sociedade Geográfica. No entanto, mais tarde seria censurado por uma comissão do almirantado por ter levado o Karlukpara o gelo, e por ter permitido que o grupo de Mackay deixasse o grupo principal — apesar da carta assinada por Mackay e pelos outros, em que absolviam o capitão de qualquer responsabilidade. Stefansson, também, criticava em privado a conduta de Bartlett. Bartlett  continuou a sua carreira no mar, e, nos 30 anos seguintes, esteve à frente de várias excursões ao Árctico. Durante a Segunda Guerra Mundial, trabalhou para os Aliados, em trabalhos de pesquisa e de abastecimentos; morreu aos 70 anos de idade, em Abril de 1946. A sua história da tragédia do Karluk, publicada em 1916, não critica directamente Stefansson ou mais alguém; Niven refere, contudo, que, para os seus amigos, Bartlett foi pouco cortês sobre o seu ex chefe.

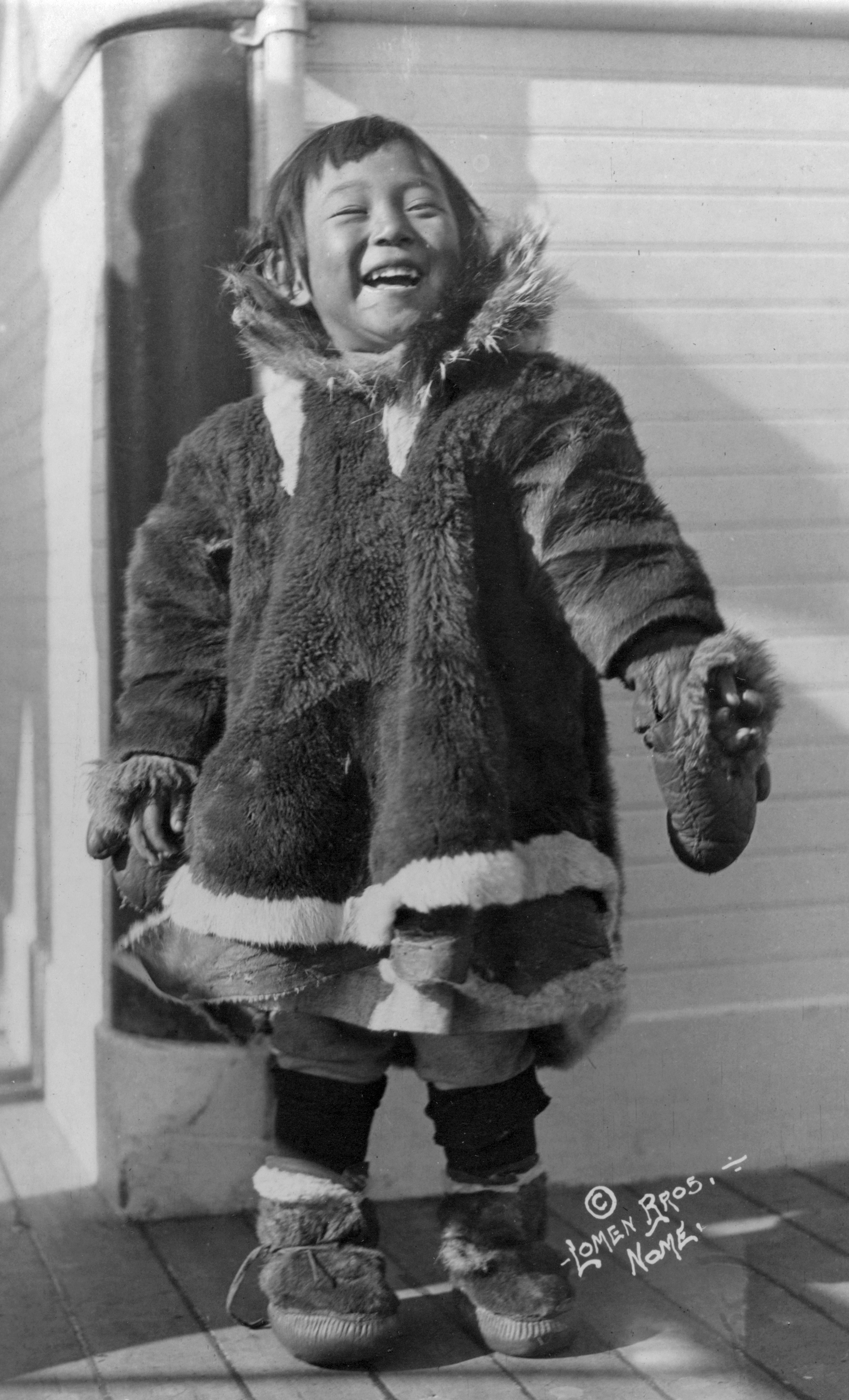
"Mugpi", o menino de três anos de idade que, juntamente com a sua família, sobreviveu ao drama da viagem do Karluk.

Em 1918, Stefansson regressou após quatro anos de ausência, anunciando a descoberta de três novas ilhas. Foi homenageado pela National Geographical Society, recebeu o tributo de vários veteranos da exploração polar como Peary e Adolphus Greely, e foi nomeado para presidência do Explorers Club de Nova Iorque. No  Canadá, a sua recepção foi mais discreta; havia algumas questões sobre os custos totais da expedição, a sua desorganização inicial, e a sua gestão do Grupo do Sul, o qual, liderado por Rudolph Anderson, levou até ao fim o seu trabalho, sem a influência de. Anderson e outros membros do Grupo do Sul, pediriam mais tarde, ao governo canadiano, para investigar as declarações de Stefansson no seu livro de 1921, The Friendly Arctic, pois achavam que não não abonava muito a seu favor. O pedido foi recusado com o argumento de que "nada de positivo poderia resultar do inquérito." No seu livro, Stefansson responsabiliza-se pela "audaz" decisão de levar o Karluk para o gelo, em vez de seguir pela costa em direcção à ilha Herschel, e reconhece ter "tomado a alternativa errda ". No entanto, McKinlay achou que o livro dava uma descrição incorrecta da viagem do Karluk, e das suas consequências, "colocando a culpa ... em todos excepto em Vilhjalmur Stefansson." O historiador Tom Henighan acredita que a maior reclamação de McKinlay contra o seu chefe, era que "Stefansson, em momento algum, foi capaz de exprimir um pedido de desculpas apropriado em relação aos seus homens desaparecidos." Stefansson, que nunca mais voltaria ao Árctico, morreu em 1962, com 82 anos de idade.
O destino do do grupo do primeiro-oficial Alexander Anderson permaneceu desconhecido até 1924, quando um navio americano desembarcou na ilha Herald e descobriu restos humanos, com provisões, roupas, munições e diverso equipamento. Deste material  concluiu-se que se tratava do grupo de Anderson. Não se conseguiu encontrar a causa da morte, embora dada a grande quantidade de alimentos por consumir encontrada, pusesse de lado a morte devido a fome. Uma teoria era de que a tenda tinha sido destruída por uma tempestade, levando à morte pelo frio. Outra, colocava a hipótese de morte por envenenamento por monóxido de carbono dentro da tenda.
A estranha doença que atingiu a maior parte dos membros do grupo da ilha Wrangel, da qual os primeiros a morrer foram Malloch e Mamen, foi diagnosticada como uma forma de nefrite devido à ingestão de pemmican deteriorado. Stefansson explicou esta causa afirmando que "os nossos fabricantes de pemmican erraram ao nos fornecer produtos problemas na gordura." Peary sublinho que um explorador polar deve "dar a sua pessoal, constante e persistente atenção" no fabrico de pemmican; McKinlay acha que Stefansson dedicou muito do seu tempo a vender a ideia da expedição, e pouco a garantir a qualidade da comida de que os seus membros iriam depender.
Dos sobreviventes, Hadley continuou a trabalhar para a Expedição Árctica CAnadiana, tornando-se segundo-no-comando e, mais tarde, mestre do navio de abastecimentos Polar Bear. Morreu de gripe em São Francisco, em 1918. Hadley e McConnell escreveram os relatos das suas experiências para Stefansson, que as incluiu no livro The Friendly Arctic.  Chafe também descreveu a sua aventura, e publicou uma pequena história. Grande parte dos outros voltaram a uma vida discreta mas, em 1922, Fred Maurer foi convencido por Stefansson a juntar-se a uma tentativa de colonizar a ilha Wrangel. Para grande embaraço do governo canadiano, Stefansson insistiu em ir em frente, embora a ilha fosse parte  daquela que se tornaria a União Soviética. Um grupo de cinco pessoas, incluindo Maurer, foi enviado à ilha; apenas uma, uma mulher inuit, Ada Blackjack, sobreviveu. Apesar da sua drama´tica experiência, muitos dos sobreviventes do Karluk viveram por muitos anos; Williamson, que recusou falar ou escrever sobre a sua experiência no Árctico, viveu até aos 97 anos, morrendo em Victoria, no Canadá, em 1975. McKinlay morreu em 1983, com 95 anos, e publicou a sua história em 1976. Kuraluk, Kuruk e as suas filhas, Helen e Mugpi, regressaram às suas vidas em Point Barrow. As duas raparigas, segundo Pálsson, tiveram um papel importante através da sua alegria e boa disposição nos momentos mais difíceis." Mugpi, mais tarde com o nome de Ruth Makpii Ipalook, tornar-se-ia o último sobrevivente da viage do Karluk, morrendo em 2008, depois de viver 97 anos.

## Relatos publicados sobre a viagem
Foram publicados seis relatos em primeira mão da viagem do Karluk's. Estes incluem a descrição de Stefansson que abrange apenas o período de Junho a Setembro de 1913. O secretário da expedição, Burt McConnell, escreveu um relato do resgate da ilha Wrangel o qual foi publicado no The New York Times, em 15 de Setembro de 1914. Uma versão do relato de McConnell está incluída no livro de Stefansson.
| Ano  | Autor                          | Título                                               | Editor                                    | Observações                                                                    |
| ---- | ------------------------------ | ---------------------------------------------------- | ----------------------------------------- | ------------------------------------------------------------------------------ |
| 1914 | Robert Bartlett                | "Bartlett's story of the Karluk"                     | The New York Times 1 de Junho de 1914     | Relato de Bartlett após o seu regresso ao Alasca em 31 de Maio de 1914         |
| 1916 | Robert Bartlett and Ralph Hale | The Last Voyage of the Karluk                        | McLelland, Goodchild and Stewart, Toronto | Re-editado em 2007, Flanker Press, St. John's, NL                              |
| 1918 | Ernest Chafe                   | "The Voyage of the Karluk, and its Tragic Ending"    | The Geographical Journal, Maio de 1918    |                                                                                |
| 1921 | Vilhjalmur Stefansson          | The Friendly Arctic Cap. III a V                     | The Macmillan Company, Nova York          | Apenas os acontecimentos até à partida de Stefansson em Setembro de 1913       |
| 1921 | John Hadley                    | "The Story of the Karluk"                            | The Macmillan Company, Nova York          | Conforme relatado a Stefansson. Publicado como apêndice em The Friendly Arctic |
| 1976 | William Laird McKinlay         | Karluk: The great untold story of Arctic exploration | St Martin's Press, Nova York              |                                                                                |